# Панарін Артемій Сергійович
Артемій Сергійович Панарін (рос. Артемий Сергеевич Панарин; 30 жовтня 1991, м. Коркіно, СРСР) — російський хокеїст, лівий нападник. Виступає за «Нью-Йорк Рейнджерс» у Національній хокейній лізі (НХЛ).
Вихованець хокейної школи «Витязь» (Чехов). Виступав за «Витязь» (Чехов), «Російські Витязі» (Чехов), «Ак Барс» (Казань), СКА (Санкт-Петербург), Чикаго Блекгокс, Колумбус Блю-Джекетс. 
У складі національної збірної Росії учасник чемпіонатів світу 2015, 2016 та 2017 (29 матчів, 15+27). У складі молодіжної збірної Росії учасник чемпіонату світу 2011. 
Досягнення
- Срібний призер чемпіонату світу (2015)
- Бронзовий призер чемпіонату світу (2016)
- Володар Кубка Гагаріна (2015)
- Переможець молодіжного чемпіонату світу (2011)
- Пам'ятний трофей Колдера 2016.
- Найкращий бомбардир чемпіонату світу 2017 року.
- Перша команда всіх зірок НХЛ — 2020.